# Раїмський сільський округ
Раї́мський сільський округ (каз. Раиым ауылдық округі, рос. Раимский сельский округ) — адміністративна одиниця у складі Аральського району Кизилординської області Казахстану. Адміністративний центр — село Кизилжар.
Населення — 1608 осіб (2021; 1687 у 2009, 1653 у 1999, 1476 у 1989).
Станом на 1989 рік існували Каскакуланська сільська рада (село Шумишколь) та Раїмська сільська рада (села Єскіура, Кзил-Жар, Косжар, Раїм). Пізніше села Єскіура та Раїм утворили окремий Жетес-бійський сільський округ, село Косжар — окремий Косжарський сільський округ.

## Склад
До складу округу входять такі населені пункти:
| Населений пункт | Колишні назви | Населення, осіб (1989) | Населення, осіб (1999) | Населення, осіб (2009) | Населення, осіб (2021) |
| --------------- | ------------- | ---------------------- | ---------------------- | ---------------------- | ---------------------- |
| Кизилжар, село  | Кзил-Жар      | 983                    | 1085                   | 1080                   | 932                    |
| Шибикти, село   | -             | -                      | 7                      | -                      | -                      |
| Шомішколь, село | Шумишколь     | 493                    | 561                    | 607                    | 676                    |